# 2008年5月體育
| 2008年體育： | ← \| 1月 \| 2月 \| 3月 \| 4月 \| 5月 \| 6月 \| 7月 \| 8月 \| 9月 \| 10月 \| 11月 \| 12月 \| → |
|              |                                                                                               |

## 5月21日
- 歐洲聯賽冠軍盃決賽，曼聯互射十二碼以6比5擊敗車路士。自1999年後再次奪得歐冠盃。紐約時報（页面存档备份，存于）

## 5月14日
- 七項大滿貫冠軍兼雅典奧運金牌得主、世界排名第一的女子網球手軒寧宣布退出球壇。紐約時報（页面存档备份，存于）
- 俄羅斯辛尼特以2比0撃敗蘇格蘭格拉斯哥流浪，奪得2007至2008年度歐洲足協盃。衛報（页面存档备份，存于）